# Кальченковский сельский совет
Кальченковский сельский совет (укр. Кальченківська сільська рада) — входит в состав
Белопольского района
Сумской области
Украины.
Административный центр сельского совета находится в 
с. Кальченки
.

## Населённые пункты совета
- с. Кальченки
- с. Воронино
- с. Крыжик
- с. Червоное